# Jean Batalla
Jean Batalla   (Marsella, 22 de juliol de 1888 - 5 de juliol de 1963) fou un pianista francès.

## Biografia
Va entrar al Conservatori de la seva ciutat natal molt aviat, el 1893, i hi va obtenir el primer premi de solfeig. Va actuar a Marsella en un primer revelador concert als nou anys. El 1901 va guanyar el primer premi de piano. L'any següent, classificat en primer lloc de tots els candidats, va ingressar al Conservatori de París i es va convertir en alumne de Louis Diémer. En el seu primer concurs, va guanyar el premi suprem, primer nomenat. El 1906 se li va concedir per unanimitat el Gran Premi Diémer de tres anys. Els Concerts de Colonne, la Societat de Concerts del Conservatori, les Vetllades d'Art, els Concerts de Hasselmans i Sechiari i altres agències dels anomenats art menor el donen la benvinguda i oferirà concerts a La Haia, Estrasburg, Barcelona, Manchester.Participarà regularment en programes de ràdio, en particular a Radio Vitus, en companyia del violinista Jean Noceti i Édouard d'Armancourt.
Jean Batalla va ser professor de Pierre-Philippe Bauzin, Jeanne Joulain, Yves-Marie Bruel, Gabriel Tacchino i Kerttu Regina Veronica Bernhard entre d'altres.